# Козино (Волоколамский городской округ)
Козино — деревня в Волоколамском районе Московской области России, входит в состав сельского поселения Спасское. Население — 5 чел. (2010).

## География
Деревня Козино расположена на западе Московской области, в западной части Волоколамского района, примерно в 6 км к западу от города Волоколамска, на левом берегу реки Вельги (бассейн Иваньковского водохранилища).
В деревне 13 улиц — Весенняя, Осенняя и Цветочная, Васильковый, Земляничный, Зимний, Колокольчиковый, Летний, Незабудковый, Первоцветный, Розовый, Ромашковый и Сиреневый переулки, приписано 3 садоводческих некоммерческих товарищества.
В деревне расположена платформа 133 км Рижского направления Московской железной дороги. Ближайшие населённые пункты — деревни Тимошево и Аксёново.

## Население
| 1852 | 1859 | 1899 | 1926 | 2002 | 2006 | 2010 |
| ---- | ---- | ---- | ---- | ---- | ---- | ---- |
| 166  | ↘161 | ↗165 | ↗185 | ↘2   | →2   | ↗5   |

## История
Козино, сельцо 1-го стана, Горнескулевой Анны Ивановны, Коллежского Асессора (пребывает постоянно), крестьян 75 душ мужского пола, 91 женского, 1 церковь, 20 дворов, 111 верст от столицы и 10 от уездного города, между Можайским и Зубцовским трактами.— Нистрем К. Указатель селений и жителей уездов Московской губернии, 1852 г.
В «Списке населённых мест» 1862 года Казино (Козино) — владельческое село 1-го стана Волоколамского уезда Московской губернии по правую сторону Московского тракта, от границы Зубцовского уезда на город Волоколамск, в 10 верстах от уездного города, при колодце, с 23 дворами, православной церковью и 161 жителем (75 мужчин, 86 женщин).
По данным на 1899 год — село Тимошевской волости Волоколамского уезда с 165 душами населения.
В 1913 году — 29 дворов.
По материалам Всесоюзной переписи населения 1926 года — центр Козинского сельсовета Тимошевской волости в 4,26 км от Осташёвского шоссе, в 16 км от станции Волоколамск Балтийской железной дороги, проживало 185 жителей (81 мужчина, 104 женщины), насчитывалось 35 крестьянских хозяйств.
С 1929 года — населённый пункт в составе Волоколамского района Московского округа Московской области. Постановлением ЦИК и СНК от 23 июля 1930 года округа как административно-территориальные единицы были ликвидированы.
1929—1954 гг. — село Тимашевского сельсовета Волоколамского района.
1954—1963 гг. — село Привокзального сельсовета Волоколамского района.
1963—1964 гг. — село Привокзального сельсовета Волоколамского укрупнённого сельского района.
1964—1965 гг. — деревня Волоколамского сельсовета Волоколамского укрупнённого сельского района.
1965—1994 гг. — деревня Волоколамского сельсовета Волоколамского района.
В 1994 году Московской областной думой было утверждено положение о местном самоуправлении в Московской области, сельские советы как административно-территориальные единицы были преобразованы в сельские округа.
1994—2006 гг. — деревня Волоколамского сельского округа Волоколамского района.
С 2006 года — деревня сельского поселения Спасское Волоколамского муниципального района Московской области.